# Donut
En doughnut (eller forenklet; donut ) er en sukker- og fedtholdig kage/snack, som er rund og ofte med et hul i midten. Dejen er en pandekagedejsagtig beignetdej, oftest af hvedemel, der er tilsat bagepulver som hævemiddel. Dejen formes til sin karakteristiske ringform, før den friteres i olie eller fedt. Der er ofte overtrukket med glasur, sukker, eller flormelis og indeholder også ofte smagsgivere som tørrede frugter, kakao eller chokoladestykker. De fås desuden fyldt med syltetøj eller marmelade, hvorved de opnår en stor lighed med berlinere.
Doughnuts er særligt udbredt i USA.

## Historie
Doughnuts forbindes ofte med USA, men kager af friturestegt dej kendes i realiteten fra hele verden, dog stammer donutten fra Østeuropa, hvorfra indvandrere medbragte opskriften til USA i det sene 1800-tal.

## Kendte donutforhandlere

### Australien
- DCM's
- Donut King
- Krispy Kreme
- Puffin Fresh

### Canada
- Coffee Time
- Country Style
- Donut Diner
- Tim Hortons
- Dunkin' Donuts
- Robin's Donuts
- Baker's Dozen
- Krispy Kreme

### Danmark
- 7-Eleven
- Dunkin' Donuts
- The Donut Shop
- Donutshoppen
- La Donuteria

### Filippinerne
- Go Nuts Donuts
- Mister Donut
- Dunkin' Donuts
- Country Style
- Krispy Kreme
- Hot Loops Donuts
- Donut King
- Lil' Orbits Mini Donuts

### Finland
- Arnolds

### Japan
- Mister Donut

### New Zealand
- Dunkin' Donuts
- Donut King

### Schweiz
- Donatli

### Storbritannien
- Dinky Donuts
- Krispy Kreme

### Sydafrika
- Just Donuts

### USA
- Buckeye Donuts (Ohio)
- Donut Time (Californie)
- Shipley Donuts
- Dunkin' Donuts
- Krispy Kreme
- Tim Hortons
- LaMar's Donuts – Midwest
- Winchell's Donuts
- Bess Eaton
- Yum-Yum Donuts
- Southern Maid
- The Whole Donut
- Happy Donuts
- Honey Dew Donuts – A New England chain, operating about 175 stores.
- Tom's Donuts (Indiana/Michigan)
- Donut Connection (New York)
- Dutch Girl Donut Co. (Detroit, Mi)
- DK's Donuts

### Østrig
- Batriks Donuts